# Lake Mackintosh
Der Lake Mackintosh ist ein Stausee im Nordwesten des australischen Bundesstaates Tasmanien, ca. 12 km nordöstlich von Rosebery. Er liegt im Verlauf des Mackintosh River, dessen gesamten Ober- und Mittellauf er einnimmt.
Während der Mackintosh River die nördliche Hälfte des Sees bildet, entsteht die südliche Hälfte durch das Anstauen seines Nebenflusses Sophia River. Der Mackintosh River tritt unterhalb des Staudamms an der Westseite des Sees, nördlich der Kleinstadt Tullah, wieder aus, treibt die Turbinen des Mackintosh-Kraftwerkes an und fließt in den Lake Rosebery. An zwei Dämmen wird der See aufgestaut, der Mackintosh-Staudamm und der Tullabardine-Staudamm. Am tiefsten Punkt in der Nähe des Hauptdamms weist der See eine Tiefe von ca. 65 m auf und besitzt 83 km Uferlinie. Drei größere und fünf kleinere Inseln gibt es im See.
Im Osten grenzt der Stausee an die Granite Tor Conservation Area. Im südlichen Drittel begleitet der Murchison Highway des Sees auf seiner Westseite. Dort liegt auch die Kleinstadt Tullah, die während der Bauphase als Arbeitersiedlung diente.